# Iryna Heraschtschenko (Politikerin)

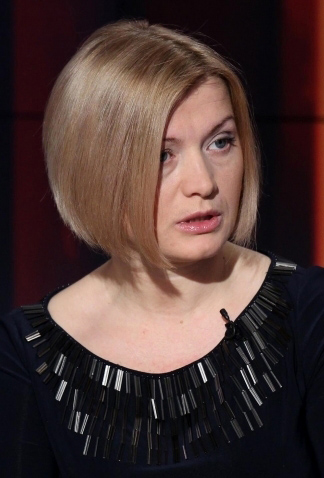
Iryna Heraschtschenko (2013)

Iryna Wolodymyriwna Heraschtschenko (ukrainisch Іри́на Володи́мирівна Гера́щенко, * 15. Mai 1971 in Tscherkassy, Ukrainische SSR), ist eine ukrainische Journalistin, Politikerin und – mit Unterbrechung – seit 2007 Abgeordnete der Werchowna Rada.
Im Juni 2014 ernannte sie Präsident Poroschenko zur „Sonderbeauftragten über die friedliche Lösung der Situation in den Regionen Donezk und Lugansk“.

## Leben
1993 schloss Iryna Heraschtschenko ihr Journalismus-Studium an der Taras-Schewtschenko-Universität in Kiew ab. Von 1993 bis 2005 arbeitete sie zunächst beim ukrainischen Fernsehsender UT-1, dann als Chefredakteurin des Nachrichtensenders Inter, der inzwischen von Dmytro Firtasch kontrolliert wird und schließlich als Autorin der Fernsehnachrichtenagentur Profi TV. Von Februar 2005 bis September 2006 war sie Chefin des Pressedienstes von Präsident Wiktor Juschtschenko und bereits von 2002 bis 2005 für dessen Partei Nascha Ukrajina („Unsere Ukraine – Nationale Selbstverteidigung“) als ehrenamtliche Pressechefin aktiv. Ab November 2006 war sie die Präsidentin der Nachrichtenagentur UNIAN, welche inzwischen Ihor Kolomojskyj gehört. Von 2007 bis 2012 war Heraschtschenko als Mitglied der Parlamentsfraktion Nascha Ukrajina erstmals Abgeordnete der Werchowna Rada. Sie schloss sich bei der Parlamentswahl 2012 der Fraktion Ukrainische demokratische Allianz für Reformen an und war ab Dezember 2012 Leiterin des Komitees der Rada für europäische Integration.
Am 26. Oktober wurde Heraschtschenko über den Listenplatz 9 der Partei Block Petro Poroschenko erneut in die Werchowna Rada gewählt. Im Zuge des Kriegs in der Ukraine seit 2014 wurde sie per Präsidentendekret am 17. Juni 2014 zur „Sonderbeauftragten über die friedliche Lösung der Situation in den Regionen Donezk und Luhansk“ ernannt.
Ab dem 14. April 2016 war sie die erste Stellvertreterin des Parlamentspräsidenten Andrij Parubij.

## Privates
Heraschtschenko ist verheiratet, hat zwei Töchter und einen Sohn.